# Haywardozoon inarmatum
Haywardozoon inarmatum is een mosdiertjessoort uit de familie van de Haywardozoidae. De wetenschappelijke naam van de soort is, als Flustrellidra inarmata, voor het eerst geldig gepubliceerd in 1978 door Hayward.